# Almosenier
Almosenier (auch Almosener, Almosner, Almosenmeister oder Elemosinar, lateinisch eleemosynarius, französisch aumônier, englisch almoner, italienisch elemosiniere, elemosiniero, spanisch limosnario, limosnero) ist die Bezeichnung eines weltlichen oder kirchlichen Amtsträgers, ursprünglich eines Armenpflegers, der mit der Verteilung von Almosen an die Armen und mit der Verwaltung der dafür vorgesehenen Güter und Gelder betraut ist.
Im Deutschen kann Almosener, Almosner, Almoser, mittelhochdeutsch almuosenære, ebenso wie schon altfranzösisch almosnier, im Übrigen auch den Empfänger von Almosen bezeichnen, also einen Bettler, der von Almosen lebt.

## Geschichte
Eleemosynarius als Beiname oder Attribut bedeutete im Lateinischen der Spätantike zunächst nur „mildtätig, freigiebig mit Almosen“ und wurde dann im Mittelalter (mit Nebenformen wie elemosinarius, alemosinarius, almonarius) im klösterlichen und bischöflichen Bereich zur Amtsbezeichnung für diejenigen Personen, die dafür verantwortlich waren, dass der vorgeschriebene Zehnte des jeweiligen kirchlichen Einkommen an die Armen verteilt wurde. Teilweise wurden an bestimmten Tagen auch die Reste des Tisches der Mönche an ihn zum Verteilen ausgegeben. Im Kloster  Wessobrunn wurde um 1150 festgelegt, dass der Elemosinar am Allerseelentag die Mönche bewirten solle.
Im Kloster gehörte zu den Aufgaben des Almoseniers auch die Leitung des Hospitals (manchmal als eleemosynaria bezeichnet), in dem Reisende beherbergt und nicht zum Kloster gehörige Arme und Kranke gepflegt wurden. Ihm oblag außerdem die Betreuung der dem Kloster verbundenen externen Schulen, weshalb auch im modernen Französischen der Schulgeistliche noch aumônier heißt. An der päpstlichen Kurie zählte der päpstliche Almosenier zu den höchsten Prälaten im Hofstaat des Papstes. Seine Behörde, die Eleemosynaria Apostolica, war seit dem 12. Jahrhundert als feste Institution etabliert und er ist noch heute als Beauftragter für soziale und karitative Fragen dem Papst direkt unterstellt.
Die europäischen Fürstenhöfe des Mittelalters übernahmen den Almosenier nach kirchlichem Vorbild als ein weltliches Hofamt, das in der Regel durch einen Adligen geistlichen Standes ausgeübt wurde. Er war für Karitatives und Almosenwesen zuständig, sprach bei der fürstlichen Tafel das Tischgebet und diente oft auch als geistlicher Berater und Beichtvater des Fürsten. Am französischen Königshof verteilten sich die Aufgaben im Spätmittelalter bereits auf mehrere königliche Aumôniers. Ihnen stand seit der Zeit Karls VIII. ein Grand Aumônier du Roi (oder de France) vor, der sich besonders seit der Zeit Franz I. zu einem der einflussreichsten königlichen Beamten entwickelte und die Zuständigkeit für alle kirchlichen Angelegenheiten des Staates erhielt. Er war in der Regel ein Kardinal; zu seinen Aufgaben oder Rechten gehörte unter anderem auch die Aufsicht über die Militärgeistlichkeit – mit dem Titel Évèque des armées –, über das Blindenhospital der Quinze-Vingts und über das Collège de France, dessen Professoren er bis 1661 ernannte. Das Amt wurde in der französischen Revolution abgeschafft und von Napoléon I. und Napoléon III. jeweils nur vorübergehend (bis 1890) wiederbelebt. Aufgrund der früheren Zuständigkeit wird der Militärgeistliche und der Geistliche zur Betreuung der Polizei sowie der Feuerwehr im Französischen noch heute als aumônier (aumônier militaire, aumônier des armées, aumônier des gendarmes, aumônier des pompiers) bezeichnet.
In England existiert bis heute als Teil des Royal Household die Royal Almonry, geleitet durch den Lord High Almoner. Dieser ist traditionell ein Bischof, der früher die karitativen Aufgaben seines Amtes versah und das Recht zu bestimmten Konfiskationen zugunsten der Armen besaß. Daneben gibt es als nicht zum königlichen Haushalt gehörendes Erbamt der Marquesses of Exeter seit 1685 den Grand Almoner, der ein reines Titularamt ist.
Auch in Freimaurerlogen gibt es das Amt des Almoseniers, deutsch auch Gabenpfleger genannt. Seine Aufgabe besteht darin, die Nöte in seiner Loge zu überblicken. Er ist der Ansprechpartner für Almosen und kümmert sich um das Wohlergehen der Mitglieder, was Besuche von Kranken, Betagten und Gebrechlichen einschließt. Je nach Ritual spricht er außerdem bei den Brudermahlen den Tischsegen.
In den Bettelorden war der Almosenier für das Einsammeln und Verteilen der Spenden im Bettelbezirk des Klosters zuständig und wurde auch Terminierer genannt.